# Louis Pienaar
Louis Alexander Pienaar (* 26. Juni 1926; † 5. November 2012 in Kapstadt) war ein südafrikanischer Rechtsanwalt, Diplomat und Politiker. Von 1985 bis 1990 war Pienaar als Generaladministrator von Südwestafrika de facto der Staatschef des Landes und führte das Land in die staatliche Unabhängigkeit.
Pienaar war von  24. Oktober 1975 bis 7. Februar 1980 Botschafter in Paris.
Von 1985 bis zur Unabhängigkeit Namibias am 21. März 1990 der südafrikanische Generaladministrator des Landes. Anschließend war er im Kabinett von Frederik Willem de Klerk Bildungsminister und von Mai 1992 bis April 1993 Innenminister. 